# Tachileik
Tachileik – miasto w Mjanmie, w stanie Szan. Według danych na rok 2014 liczyło 51 553 mieszkańców. W mieście znajduje się port lotniczy Tachileik.